# Hoofddorp
Hoofddorp (prononcé en néerlandais : [ˈɦoːvdɔr(ə)p] ; anciennement Kruisdorp) est une localité néerlandaise dans la commune de Haarlemmermeer (dont elle est le chef-lieu), en province de Hollande-Septentrionale, entre Amsterdam et Leyde.
Elle compte 75 597 habitants (2019), ce qui en fait l'une des localités les plus peuplées aux Pays-Bas sans privilège urbain, ne pouvant ainsi formellement porter le titre de ville. Afin de remédier à cette situation, des changements juridiques sont envisagés par le passé, mais certains estiment qu'il faudrait alors aussi changer le nom de la localité, littéralement « village principal ». Les derniers privilèges urbains accordés à des villes historiques aux Pays-Bas datent de 1825 avec Delfzijl et Winschoten.

## Histoire
La localité de Hoofddorp est établie en 1853 sous le nom de Kruisdorp, sur le polder du Haarlemmermeer, venant alors d'être asséché.

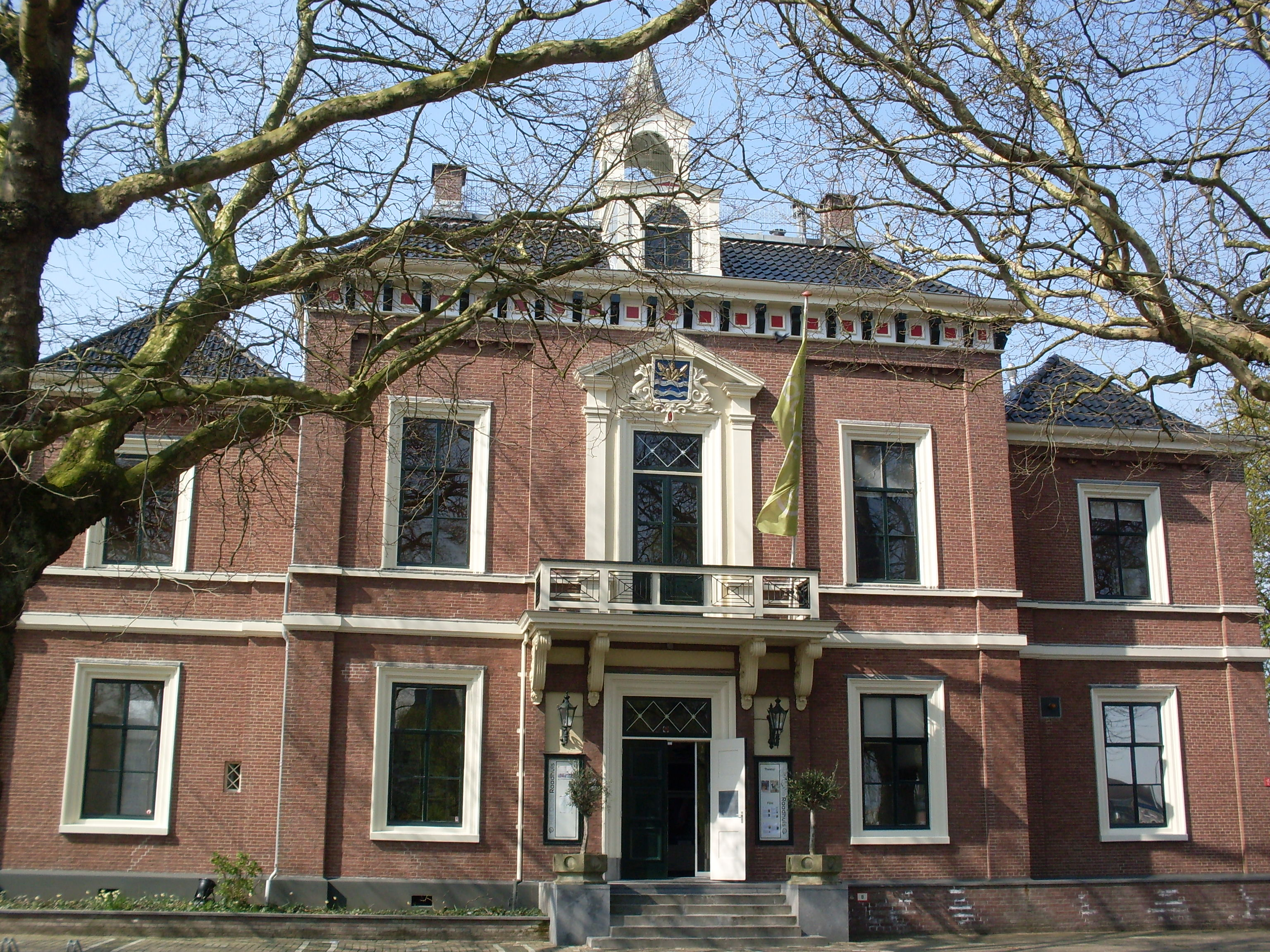
L'ancien hôtel de ville de Haarlemmermeer à Hoofddorp.

Le 12 novembre 1868, le village prend le nom de Hoofddorp sur décision du conseil municipal, pour éviter toute confusion avec Kruisdorp en Zélande. À la fin du XXe siècle, le village de Hoofddorp connaît une croissance rapide : de moins de 10 000 habitants en 1970, il en compte désormais plus de 70 000.

## Transports
Avec l'ouverture le 31 mai 1981 de la section entre l'aéroport d'Amsterdam-Schiphol et la gare centrale de Leyde de la ligne de Weesp à Leyde par Amsterdam Zuid, la gare de Hoofddorp met le village à un quart d'heure de la capitale en train, ce qui favorise un grand essor économique. Il est également desservi par les autoroutes A4 et A5.
Entre 1912 et 1935, le village est desservi par une gare des Haarlemmermeerspoorlijnen de la Hollandsche Electrische-Spoorweg-Maatschappij (HESM) sur les lignes d'Aalsmeer à Haarlem et de Hoofddorp à Leyde.

## Économie
La société de messagerie internationale TNT Express dispose de son siège social à Hoofddorp, tout comme la FIFPRO, la compagnie pétrolière Bluewater Energy Services B.V. et l'école de pilotage CAE Oxford Aviation Academy Amsterdam.
Depuis 2021, la ville abrite le siège et les bureaux de la direction du groupe franco-italo-américain Stellantis.
Hoofddorp est le siège social de grandes sociétés telles que Reckitt Benckiser.